# Calea ferată Ploiești–Brașov
Calea ferată Ploiești–Brașov este o cale ferată principală în România. Ea traversează Munții Carpați, legând Muntenia de Transilvania.
Această linie a fost deschisă complet traficului în 1879, în urma unei convenții între România și Austro-Ungaria (țară din care făcea parte la acea vreme orașul Brașov, capătul nordic al acestei linii), iar în 1965-1966 a devenit prima cale ferată electrificată din România.

## Istoric
În a doua jumătate a secolului al XIX-lea Transilvania făcea parte din Regatul Ungariei. Între Ungaria și România nu a existat nici o legătură feroviară până în 1879.
În anii 1870 rețeaua feroviară din Austro-Ungaria, inclusiv cea transilvăneană, era foarte dezvoltată datorită moștenirii vechiului Imperiu Austriac. Orașul Brașov reprezenta extremitatea sud-estică a acestei rețele, fiind legat de Oradea printr-o cale ferată terminată în 1873. Între timp, după unirea Moldovei cu Țara Românească și după venirea principelui Carol I pe tronul Regatului Român, simultană cu slăbirea presiunii Imperiului Otoman (puterea suzerană), dezvoltarea economică a țării a crescut.
La începutul anilor 1870 ambele guverne au convenit să construiască primele două linii de cale ferată transfrontalieră și anume: una pe la Orșova și cealaltă pe la Predeal. Deoarece România dorea ca prima legătură feroviară să se realizeze mai întâi, iar Ungaria opta pentru cea de-a doua legătură, s-a căzut de acord să se deschidă simultan ambele rute. Astfel, la 31 mai 1874, s-a semnat o convenție româno-maghiară prin care s-au stabilit detaliile legării orașului Brașov de Ploiești printr-o linie ferată pe Valea Prahovei, care urma să treacă granița între cele două țări la nord de orașul românesc Predeal și la sud de satul austro-ungar Timișu de Sus și să fie dată în folosință la 15 august 1878.
La momentul încheierii acordului, cele mai apropiate căi ferate de frontieră erau linia București–Galați (inaugurată în 1872 pe teritoriul României) și linia Teiuș–Brașov (inaugurată în 1873 pe teritoriul Ungariei). De asemenea, fuseseră construite deja gările terminus ale acestei linii, Brașov și Ploiești Sud.
Pe partea maghiară au fost finalizate până în 1878 tronsonul de la Brașov la Timișu de Sus și cel de la Timișu de Sus până la frontieră. Elementele centrale ale secțiunii au fost cele două tuneluri construite din cărămidă la nord de Trecătoarea Predeal: Tunelul Mare, cu o lungime de 937 m și Tunelul Mic, de 104 m.
În România, construcția a fost afectată de scandalul acordării concesiunii către antreprenorul englez George B. Crawley. Acesta a început imediat munca, dar în 1877 a trebuit să întrerupă lucrările din cauza restanțelor la plată ale guvernului român, care trecea prin dificultăți financiare importante. Contractul de concesiune a fost anulat în 1877; totuși,  în ciuda primirii unei plăți compensatorii, Crawley a fost adus la faliment. Izbucnirea războiului ruso-turc din 1877-1878, la care România a participat direct și în urma căruia ea și-a obținut de jure independența, a dus, însă, la întârzierea lucrărilor. O societate franceză condusă de inginerul Léon Guilloux a preluat construcția tronsonului românesc al căii ferate. Pe partea românească a traseului, companiile Léon Guilloux și Gergershon-Bandenson au construit alte trei tuneluri mai mici (la Posada Mare, la Posada Mică și la Bușteni). Aflate pe Valea Prahovei, cele trei tuneluri au fost abandonate cu prilejul lucrărilor ulterioare de renovare și extindere a căii ferate.
Inaugurarea s-a făcut pe porțiuni în anul 1879. Astfel, la 10 iunie 1879, s-au pus în funcțiune tronsoanele Ploiești–Câmpina și Sinaia–Predeal–Brașov. Tronsonul Câmpina–Sinaia a rămas închis până la 1 decembrie 1879, circulația între cele două gări fiind asigurată de compania feroviară română cu trăsurile. Aceasta a fost dată și ea în folosință la  al aceluiași an. Predealul a primit rolul de gară de frontieră între Austro-Ungaria și România.
După Primul Război Mondial, Transilvania a fost alipită României și întreaga porțiune a căii ferate a trecut pe teritoriul românesc. Cum la început trenurile ce veneau dinspre București și mergeau spre Brașov trebuia să-și mute locomotiva la Ploiești pentru a-și schimba sensul de mers, s-a construit gara Ploiești Vest, pentru a deservi acest oraș, fără schimbarea sensului de mers al trenului.
La începutul anilor 1930 a fost propusă electrificarea căii ferate, dar CFR a decis ca din motive financiare să se folosească locomotive diesel-electrice și nu locomotive electrice. După 1937, a fost livrată prima locomotivă dublă din seria CFR DE 241, trebuind să urmeze și altele; ca urmare a începerii celui de-al doilea război mondial, acest proiect nu a mai fost adoptat. În 1940 s-au efectuat lucrări de dublare a liniei de cale ferată, ocazie cu care s-a renunțat la tunelurile de la Posada Mare (139 m) și Posada Mică (56 m), și s-a efectuat și dublarea tunelurilor dintre Predeal și Brașov.
În perioada 1962-1969 a avut loc electrificarea treptată a traseului între Brașov și București cu curent alternativ (25 kV, 50 Hz). Tronsonul dintre Predeal și Brașov a fost finalizat încă din 1963 (primul sistem de suspensie catenară a fost amplasat la Predeal, la 27 decembrie 1960), deoarece diverși producătorii au vrut să facă experimente cu locomotive electrice pe acest traseu montan dificil. La acest concurs, a câștigat compania suedeză ASEA cu două locomotive prototip Rb 1001 și 1002 cu redresoare special adaptate; ea a furnizat în 1965 prototipuri în România (la Electroputere din Craiova), fabricate sub licență LE 5100 (seriile 40, 41, 42 ) și în 1967 prototipuri derivate în Iugoslavia  (Rade Koncar Zagreb), construite sub licența LE 3400 (seria 441 a fostelor Căi Ferate Iugoslave, respectiv seriile 43 și 44 ale CFR-ului). Astfel, în 1961, tunelul de la Bușteni a fost și el desființat, iar primele locomotive electrice au circulat între Brașov și Predeal în 1965. În 1966, electrificarea s-a extins spre sud până la Câmpina, iar din 1969, întreaga linie de la Brașov la Ploiești și mai departe la București era electrificată.
În 1998 s-au anunțat lucrările de modernizare a liniei, cu finanțare prin Banca Europeană de Dezvoltare. Lucrările au presupus schimbarea infrastructurii liniei și reamenajarea unor gări, astfel încât trenurile să poată circula cu viteze de până la 150 km/h. Lucrările au demarat în 2002 pe tronsonul București–Câmpina și s-au încheiat în 2004, iar lucrările pe tronsonul Câmpina–Predeal s-au finalizat în decembrie 2011.

## Situație actuală
Întreaga cale ferată este cu linie dublă și electrificată cu curent alternativ (27,5 kV, 50 Hz). Ea este intens frecventată atât de trenuri de călători, cât și de trenuri de marfă. Ea este principala legătură între București și orașele din Transilvania, făcând parte din magistrala CFR 300.
Tronsonul Câmpina-Predeal este reabilitat cu fonduri UE. Gara Câmpina a fost extinsă în cadrul acestui proiect cu cel puțin un peron și un pasaj de trecere.

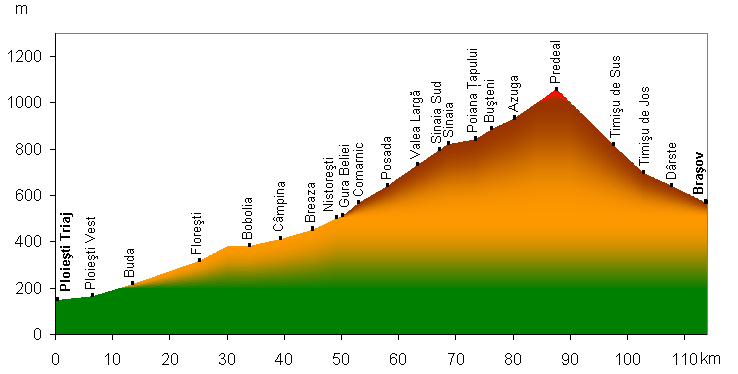
Profilul la înălțime al căii ferate